# Cartas a una princesa alemana
Cartas a una princesa alemana, acerca de diversas cuestiones de Física y Filosofía (en francés: Lettres à une princesse d'Allemagne sur divers sujets de physique et de philosophie) es un libro de divulgación científica que resultó de la recopilación de una serie de 234 cartas escritas por el matemático Leonhard Euler entre 1760 y 1762 a la princesa Federica Carlota de Brandenburgo-Schwedt y su hermana menor Luisa. Fue uno de los primeros, y más populares, libros de divulgación científica en Europa.

## Contenido
Euler comienza la primera carta con una definición del concepto de medida, comenzando por la definición de pie, y siguiendo por las de milla hasta llegar al diámetro de la Tierra. Luego prosigue calculando la distancia entre los planetas del sistema solar en términos del diámetro de la Tierra.

## Publicación
Los primeros dos volúmenes de las 234 cartas, escritas originalmente en francés, fueron editadas en San Petersburgo en 1768; el tercer volumen apareció en Frankfurt en 1774. Los 3 volúmenes fueron reeditados en París en 1787 (vol. 1), 1788 (vol. 2) y 1789 (vol. 3). La publicación del libro fue promovida por la emperatriz Catalina II quien escribió personalmente al  Conde Vorontsov en enero de 1766:

Estoy segura de que la Academia resurgirá de sus cenizas con tan gran adquisición y me congratulo por adelantado al haber devuelto a este gran hombre a Rusia.
Catalina II, citada por Bogoliubov et al. Euler and Modern Science

Inmediatamente apareció una traducción rusa en 3 volúmenes publicada en San Petersburgo por el discípulo de Euler Stepán Rumovski entre 1768 y 1774.

## Traducciones
La primera traducción al español, en 1798, fue la primera que incluyó una nota con una referencia al recientemente descubierto planeta Urano. 